# Tilloclytus clavipes
Tilloclytus clavipes là một loài bọ cánh cứng trong họ Cerambycidae.